# Problembär
Als Problembär werden wild lebende Bären bezeichnet, die vom Menschen unerwünschte Verhaltensmuster aufweisen. Problembären sind regelmäßig nur eine indirekte Gefährdung für Menschen, produzieren durch ihr Verhalten aber oft erhebliche Schäden.

## Geografische Zuordnung

### Europa

#### Deutschland
Der Ausdruck „Problembär“ kam in Deutschland im Zusammenhang mit dem Bären JJ1 („Bruno“) auf. In politischen Zusammenhängen wurde der Ausdruck als Synonym für JJ1 verwendet, was die Presse und andere Gruppierungen aufgriffen und auch auf andere Zusammenhänge übertrugen. Populär und zu einem zeitweise das Tagesgeschehen mitbestimmenden Wort wurde der Ausdruck durch eine Rede des damaligen bayerischen Ministerpräsidenten Edmund Stoiber Ende Mai 2006, der im Rahmen einer Pressekonferenz die Abschussgenehmigung des Bären JJ1 rechtfertigte. Hierbei unterschied Stoiber zwischen „Normalbären“ mit erwartungsgemäßem Verhalten, „Schadbären“ und „Problembären“, zu denen er JJ1 zählte. Bei der Wahl zum Wort des Jahres 2006 erreichte das Wort den siebten Platz.

#### Italien
Im Trentino wurde im April 2023 JJ4, die Schwester von Bruno, eingefangen, nachdem sie einen Jogger angegriffen und getötet haben soll. Zwei ihrer drei Jungen, die etwa zwei Jahre alt waren, gerieten mit ihr in die Rohrfalle. Sie wurden wenig später freigelassen. Nachdem der Provinzpräsident das Tier zum Abschuss freigegeben hatte, entschied das Oberste Verfassungsgericht in Rom im Juli 2023, dass die Bärin nicht getötet werden darf. 2024 wurde bekannt, dass JJ4 bis zum Herbst des Jahres von einem Gehege nahe Trient in das deutsche Bärenreservat Alternativer Bärenpark Worbis umgesiedelt werden soll. Schließlich wurde JJ4 2025 im Alternativen Wolf- und Bärenpark Schwarzwald aufgenommen.

#### Österreich
Der Begriff „Problembär“ wurde in den 1990er Jahren in der österreichischen Medienberichterstattung aufgrund von Zwischenfällen mit Bären in Niederösterreich und der Steiermark verwendet. Der ehemalige Moderator der ORF-Fernsehsendung „Inlandsreport“, Helmut Brandstätter, erklärte im Jahre 1994 das Wort „Problembär“ scherzhaft zum „Wort des Jahres“.

#### Schweiz
Als Problembär werden nach dem Konzept Bär des Bundesamts für Umwelt in der Schweiz wild lebende Bären bezeichnet, die für Menschen problematische Verhaltensweisen zeigen, deren Schwere jedoch noch keinen Abschuss des Tieres rechtfertigt. Für die Risikoeinschätzung steht ein Problembär über dem Unauffälligen Bären, aber noch unter dem Risikobären. Rechtliche Grundlage war bis 2012 Art. 10 Abs. 6 JSV, seither Art. 10bis Ziffer f JSV.

##### Definition
Ein Problembär ist nach Konzept Bär ein Bär, der sich zur Nahrungssuche oft in der Nähe von Siedlungen aufhält, dabei große Schäden an Einrichtungen oder Landschaft anrichtet und der durch mangelnde Menschenscheu oft für Menschen potentiell gefährliche Situationen schafft.

##### Umgang mit Problembären
Da der Braunbär in allen europäischen Ländern zu den streng geschützten Arten gehört, sind bei problematischem Verhalten zuerst nicht-letale Maßnahmen anzuwenden. Bei ausbleibendem Erfolg kann die letale Entnahme eines Exemplars nur im Rahmen der in der Habitatsdirektive vorgesehenen Ausnahmen erfolgen.
Das Konzept Bär sieht vor, dass Problembären eingefangen, mit einem Sender versehen und vergrämt werden. Problembären, die trotz wiederholter Vergrämung keine wachsende Scheu vor Menschen zeigen oder einen Menschen angegriffen und verletzt haben, werden als Risikobären eingestuft und zum Abschuss freigegeben.

##### Bisher erlegte Risikobären
In der Schweiz wurde zum ersten Mal am 14. April 2008 im Kanton Graubünden ein Risikobär erschossen. Der erschossene Bär JJ3 war ein Bruder des 2006 in Bayern erschossenen Bären JJ1. Beide Bären hatten ihr problematisches Verhalten vermutlich von ihrer Mutter erlernt.
Am 19. Februar 2013 wurde der Bär M13 im Kanton Graubünden erlegt, der kurz zuvor noch im Mittelpunkt des medialen Interesses gestanden hatte, weil ein Kapitalverbrechen entdeckt worden war, als der Schaden, den er durch Umstoßen eines Baumes angerichtet hatte, beseitigt werden sollte.

### Nordamerika
In Nordamerika wird für Problembären neben der Bezeichnung Problem Bears auch die Bezeichnung Nuisance Bears („lästige Bären“, „Störbären“) verwendet.
Beim Tod von Grizzlybären in den nördlichen Rocky Mountains handelte es sich in 80 % der Fälle um Tötungen durch Menschen. Meist waren es entweder vom Prädatorenmanagement vorgenommene Entnahmen wegen Erbeutens von Vieh oder Kollisionen mit Fahrzeugen. Von Grizzlybären als Omnivoren ist bekannt, dass sie auf der Nahrungssuche um Häuser streunen und sogar in Häuser einbrechen. Im Jahr 2015 waren 12 von 59 Todesfällen bei Grizzlybären in Wyoming, Idaho und Montana vom Management durchgeführte Entnahmen von Tieren, die infolge Belohnung durch Auffinden von Nahrung und Gewöhnung an die Anwesenheit von Menschen (Habituation) problematisch wurden. Mindestens ein Bär musste getötet werden, nachdem er einen Menschen getötet hatte.

## Metaphorische Verwendung
Der Begriff „Problembär“ wird häufig auch im übertragenen Sinne verwendet für Personen oder Institutionen, die entweder tatsächlich Probleme verursachen oder nach eigenem Empfinden für Probleme als Sündenbock herhalten müssen.
Die Satirezeitschrift Titanic bezeichnet Ende Juni 2006 den SPD-Vorsitzenden Kurt Beck als Problembären; das Titelblatt der Juliausgabe zeigte Beck zusammen mit der Schlagzeile „Problembär außer Rand und Band: Knallt die Bestie ab!“. Daraufhin erwirkte Beck gegen den Titanic-Verlag eine einstweilige Verfügung, mit der die weitere Verbreitung des Heftes unterbunden werden sollte.